# Egy apáca története
Az Egy apáca története (eredeti cím: The Nun's Story) egy 1959-ben készült, hétszeres Oscar-díj és négyszeres Golden Globe-díj jelölést kapott film. Kathryn Hulme 1956-os, azonos című regénye alapján készült.

## Cselekmény[2][3]
A fiatal Gabriella (Audrey Hepburn) úgy dönt, lemond az eddigi életéről és kolostorba vonul. Édesapja neves sebész, akinek köszönhetően Gabriella is betegeket szeretne gyógyítani, de az álma hogy Kongóban apácaként dolgozhasson nehézségebe ütközik. A kolostorba bevonulása után jön rá arra, hogy a zárda szigorú szabályzatainak sokszor képtelen megfelelni, így a tanulás és az imádkozás mellett többször is vezekelnie kell. Apácává avatása után a Lucia nővér nevet kapja. Bár az álma továbbra is az, hogy Kongóban ápolhasson és dolgozhasson, a rend felső tagjai Brüsszelbe helyezik őt, hogy egy elmegyógyintézetben ápolja a betegeket. Igyekszik mindent megtenni, hogy a legjobban járjon el, alázattal és engedelmességgel fogadja a megbízást, azonban lelke legmélyén a büszkeségével kell napi szinten megküzdenie, ami hitét is megingatja. Végül elküldik Kongóba, ahol Dr. Fortunati sebész asszisztensévé válik, azonban az orvos meg van győződve arról, hogy bár a lány kiváló asszisztens, egyben példaértékű az egészségügy fogalmában, de mégsem való apácának. Lucia nővér azonban minden igyekezetével azon van, hogy bizonyítson. Egy idő után vissza kell térjen Európába, majd végül úgy dönt, hogy otthagyja az apácarendet.

## Szereplők
| Karakter                           | Színész            | Magyar hang      |
| ---------------------------------- | ------------------ | ---------------- |
| Lucia nővér                        | Audrey Hepburn     | Götz Anna        |
| Dr. Fortunati                      | Peter Finch        | Bács Ferenc      |
| Emmanuel tisztelendő anya, Belgium | Edith Evans        | Győri Ilona      |
| Mathilde nővér, Afrika             | Peggy Ashcroft     | Zsurzs Kati      |
| Dr. Van Der Mal                    | Dean Jagger        | Tolnai Miklós    |
| Margharita nővér                   | Mildred Dunnock    | Örkényi Éva      |
| Vilma nővér                        | Patricia Collinge  | Kassai Ilona     |
| Simone                             | Patricia Bosworth  | Nyírő Bea        |
| Dr. Goovaerts                      | Lionel Jeffries    | Reviczky Gábor   |
| Püspök                             | Ludovice Bonhomme  | Tyll Attila      |
| Pascin                             | Charles Lamb       | Kun Vilmos       |
| Pierre                             | Richard O'Sullivan | Minárovits Péter |

## Stáblista:[6][7]

### Alkotók
- Fred Zinnemann
- Kathryn Hulme
- Robert Anderson
- Franz Waxman
- Franz Planer
- Henry Blanke
- Walter Thompson

## Díjak és jelölések[6]
- San Sebastian Nemzetközi Filmfesztivál (1959) – Legjobb női alakítás: Audrey Hepburn
- San Sebastian Nemzetközi Filmfesztivál (1959) – Legjobb rendező: Fred Zinnemann
- BAFTA-díj (1960) – Legjobb női alakítás: Audrey Hepburn
- Golden Globe-díj (1960) – Legjobb színésznő – drámai kategória jelölés: Audrey Hepburn
- Golden Globe-díj (1960) – Legjobb film – drámai kategória jelölés
- Golden Globe-díj (1960) – Legjobb rendező jelölés: Fred Zinnemann
- Golden Globe-díj (1960) – Legjobb női mellékszereplő jelölés: Edith Evans
- BAFTA-díj (1960) – Legjobb férfi alakítás jelölés: Peter Finch
- BAFTA-díj (1960) – Legjobb rendező jelölés: Fred Zinnemann
- BAFTA-díj (1960) – Legjobb női mellékszereplő jelölés: Peggy Ashcroft
- Oscar-díj (1960) – Legjobb film jelölés: Henry Blanke
- Oscar-díj (1960) – Legjobb női alakítás jelölés: Audrey Hepburn
- Oscar-díj (1960) – Legjobb forgatókönyv jelölés: Robert Anderson
- Oscar-díj (1960) – Legjobb rendező jelölés: Fred Zinnemann
- Oscar-díj (1960) – Legjobb vágás jelölés: Walter Thompson
- Oscar-díj (1960) – Legjobb operatőr jelölés: Franz Planer
- Oscar-díj (1960) – Legjobb filmzene jelölés: Franz Waxman